# Насељено мјесто
Насељено мјесто је у неким државама територијална јединица нижег нивоа од општине.
Термини насељено мјесто и насеље се често поистовјећују, што је погрешно. Насељено мјесто може обухватати једно или више насеља. За разлику од насељеног мјеста, насеље је изграђени простор на којем се редови или групе зграда налазе са једне или с обје стране пута дајући му изглед улице, док насељено мјесто може обухватати и неизграђени простор.